# 切爾諾夫策國際機場
切爾諾夫策列昂尼德·卡杰紐克國際機場（羅馬化：Mizhnarodnyi aeroport "Chernivtsi" imeni Leonida Kadeniuka），是一座位於烏克蘭西部切爾諾夫策州切爾諾夫策的機場。

## 航空公司與目的地
| 航空公司   | 目的地          |
| ---------- | --------------- |
| 卡柏航空   | 蒂米什瓦拉      |
| 第聶伯航空 | 基輔—鮑里斯波爾 |

## 外部連結
- 官方網站 （页面存档备份，存于）